# Mine de Collinsville
 (mars 2025).
La mine de Collinsville est une mine à ciel ouvert et souterraine de charbon située dans le bassin minier de Bowen dans le Queensland en Australie,,,. Sa production a débuté avec une extraction souterraine en 1919. Elle appartient à une coentreprise entre Xstrata, Itochu et Sumitomo. La mine emploi en 2003, 370 personnes.